# Antonio de' Sapienti
Antonio de' Sapienti, (Savioz) (Aosta, ... – Milano, 6 gennaio 1566), è stato un teologo e francescano italiano.

## Biografia
Religioso dell'Ordine dei Frati Minori Conventuali, fu Reggente di studi a Brescia e Milano (1552) e insegnò Teologia all'Università degli Studi di Pavia.
Il 16 maggio 1562 a Milano fu eletto Ministro generale dell'Ordine. Morì a Milano il 6 gennaio 1566 mentre, dopo la rielezione da parte del Capitolo di Firenze del 1565, era in viaggio per visitare le Province della Spagna.